# Tituly a vyznamenání Alberta II. Monackého

Královský monogram Alberta II. Monackého

Monacký kníže Albert II. Monacký, celým jménem Albert Alexandre Louis Pierre Grimaldi, obdržel během svého života řadu národních i zahraničních titulů a vyznamenání. Jako monacký kníže je také velmistrem monackých řádů.

## Tituly
- 14. března 1958 – 6. dubna 2005: Jeho jasná Výsost dědičný princ monacký, markýz z Baux
  - 31. března 2005 – 6. dubna 2005: Jeho jasná Výsost princ regent monacký
- 6. dubna 2005 – dosud: Jeho jasná Výsost svrchovaný kníže monacký

Jakožto knížete, jeho zkrácený oficiální titul zní: Jeho jasná Výsost Albert II., svrchovaný kníže monacký. Tato zkrácená verze neobsahuje mnoho titulů, jež jsou Grimaldiové držiteli.

## Vojenské hodnosti
- plukovník Compagnie des Carabiniers du Prince – 11. listopadu 1986 – 6. dubna 2005[1]

## Vyznamenání

### Monacká vyznamenání

#### Velmistr řádů od 6. dubna 2005
- Řád svatého Karla
- Řád koruny
- Řád Grimaldiů
- Řád za kulturní zásluhy

#### Osobní vyznamenání
- velkokříž Řádu svatého Karla – 13. března 1979[2][3]
- velkokříž Řádu Grimaldiů – 18. dubna 1958[2]

### Zahraniční vyznamenání
- Albánie
  -  Řád národního praporu – 16. října 2018[4]
- Bulharsko
  -  Řád Stará planina I. třídy – 26. listopadu 2004[2][5]
- Burkina Faso
  -  velkodůstojník Národního řádu Burkiny Faso – 17. února 2012[6]
- Francie
  -  velkokříž Řádu čestné legie – 2006[2]
  -  velkokříž Národního řádu za zásluhy – 25. července 1997[2]
  -  komandér Řádu akademických palem – 19. června 2009[2][6]
  -  komandér Řádu námořních zásluh – 9. prosince 2015
- Chorvatsko
  -  Velký řád krále Tomislava – 7. dubna 2009 – udělil prezident Stjepan Mesić za výjimečný přínos k rozvoji a zlepšování vztahů mezi Chorvatskem a Monakem[6][7]
- Itálie
  -  velkokříž s řetězem Řádu zásluh o Italskou republiku – 12. prosince 2005[2][8][9]
- Jordánsko
  -  velkostuha Nejvyššího řádu renesance[2]
- Kazachstán
  -  Řád přátelství I. třídy – 27. září 2013[10]
- Kostarika
  -  velkokříž se zlatou hvězdou Národního řádu Juana Mory Fernándeze – 2003[2]
- Libanon
  -  velkostuha Řádu za zásluhy[2]
- Litva
  -  velkokříž Řádu Vitolda Velikého – 15. října 2012
- Mali
  -  velkokříž Národního řádu Mali – 12. února 2012[6]
- Německo
  -  velkokříž speciální třídy Záslužného řádu Spolkové republiky Německo – 9. července 2012
- Niger
  -  velkokříž Národního řádu Nigeru – 1998[2]
- Nizozemsko
  -  Inaugurační medaile krále Viléma Alexandra
- Panama
  -  velkokříž Řádu Vasco Núñeze de Balboa – 2002[2]
- Peru
  -  velkokříž Řádu peruánského slunce – 2003
- Polsko
  -  velkokříž Řádu za zásluhy Polské republiky – 17 .října 2012 – udělil prezident Bronisław Komorowski[11][12]
- Rumunsko
  -  velkokříž s řetězem Řádu rumunské hvězdy – 2009[2]
- Salvador
  - velkokříž Řádu osvoboditele otroků José Simeóna Cañase – 2002[2]
- San Marino
  -  velkokříž Řádu svaté Agáty – 2010[2]
  -  řetěz Řádu San Marina – 2015
- Senegal
  -  velkodůstojník Národního řádu lva – 1977[2]
  -  velkokříž Národního řádu lva – 2012
- Slovensko
  -  Řád bílého dvojkříže I. třídy – 2017[13]
- Slovinsko
  -  Řád za mimořádné zásluhy – 23. března 2006 – za zásluhy o upevňování přátelských vztahů mezi Slovinskem a Monakem a za jeho přínos k četným filantropickým aktivitám pro mír a prosperitu ve světě[14]
- Švédsko
  -  Medaile k 50. narozeninám krále Karla XVI. Gustava – 30. dubna 1996
  -  Medaile k 70. narozeninám krále Karla XVI. Gustava – 30. dubna 2016
- Tunisko
  -  velkostuha Řádu 7. listopadu – 2006[2][15]
- Vatikán
  -  rytíř velkokříže Řádu Božího hrobu[2]

### Dynastická vyznamenání
- velkokříž Řádu svatých Mořice a Lazara – Savojští, 1. března 2003
- velkokříž Řádu knížete Danila I. – Dynastie Petrovićů-Njegošů
- rytíř Řádu svatého Januaria – Bourbon-Obojí Sicílie, 7. listopadu 2017[16]
- Konstantinův řád sv. Jiří – Bourbon-Obojí Sicílie, 7. listopadu 2017[16]

### Ostatní ocenění
- Medal of the International Merit of Blood – International Federation of Blood Donor Organizations

## Akademické tituly
- doctor honoris causa na Univerzity Paříž VI – 23. března 2017[17]
- doctor honoris causa na Laponské univerzitě – 19. února 2019